# Pittore KX
Pittore KX (fl. 585 a.C. / 570 a.C.) è il nome convenzionale assegnato da John Beazley ad un ceramografo attico.

## Attività
Il nome è l'abbreviazione di "Komast X Painter", una delle principali personalità nella produzione delle coppe dei comasti, una serie di ceramiche attiche a figure nere, prodotta tra il 580 e il 550 a.C. Il nome di questa classe deriva dal soggetto principale adottato nella decorazione, i comasti appunto, importati da Corinto e rappresentati su diversi tipi di vaso, ma soprattutto su coppe da bevuta non molto grandi come skyphoi e kylikes, la cui forma generale deriva da Corinto come il tipo di decorazione.
Al Pittore KX è stato attribuito lo skyphos del Museo archeologico nazionale di Atene n. inv. 528; le coppe dei comasti infatti non sono la principale attività del Pittore KX, di cui si conoscono vasi di diverse forme con scene tratte dal mito o dalla vita quotidiana.
Frammenti trovati a Samo e conservati al Museo di Vathy (Vathy Museum K1280) provengono da una coppa insolitamente grande che non appartiene al gruppo dei comasti, né nella forma né nella decorazione, con un intricato disegno floreale sul labbro invece delle comuni reti o rosette. Sulle pareti le fasce figurate sono due: nella fascia inferiore un fregio animalistico e nella fascia superiore la rappresentazione di un banchetto derivata dalla ceramica corinzia, dove il bianco della carne femminea è steso direttamente sull'argilla e i particolari sono aggiunti in marrone sopra il bianco.
Esempi di decorazione figurata tratta dal mito sono invece la scena con Eracle e Nereo dipinta su un frammento proveniente da un'hydria e conservato a Samo (Vathy Museum K1423), o la prima rappresentazione attica del giudizio di Paride identificata sui frammenti di un cratere a colonnette conservati a Berlino (Berlino, Antikensammlung F3987).